# 제문 (베오그라드)
제문(세르비아어: Земун, Zemun, 헝가리어: Zimony 지모니[*], 독일어: Semlin 젬린[*])은 세르비아의 수도인 베오그라드를 구성하는 17개 지방 자치체 가운데 하나이다. 면적은 153.56km2이다. 사바강 북쪽 연안, 사바강이 도나우강으로 합류하는 지점의 부근에 위치한다. 오랫동안 베오그라드와는 별개의 도시였다가, 20세기에 베오그라드에 편입되어 베오그라드의 한 구가 되었다.
사바 강·도나우 강 연안의 요새로 발전해 오다가, 1739년 베오그라드 조약으로 사바 강·도나우 강을 경계로 합스부르크 군주국과 오스만 제국 간의 경계가 정해지면서 제문은 합스부르크 군주국에 속하게 되었다. 독일인과 헝가리인이 유입되었고, 독일인들은 젬린(독일어: Semlin)이라고 불렀다. 동시에 오스만 제국 치하의 세르비아인들도 이 곳으로 넘어와 세르비아 민족주의를 주장하였다. 오스트리아-헝가리 제국 시절에는 보이보디나의 한 중심지였고, 제1차 세계 대전 이후에 세르비아에 속하게 되었다. 이후 보이보디나에서 떨어져 나왔고 베오그라드 시에 편입되었고, 현재는 베오그라드 시의 일부를 구성하는 동시에 자치권을 가진 자치구로 되어 있다.

## 사진

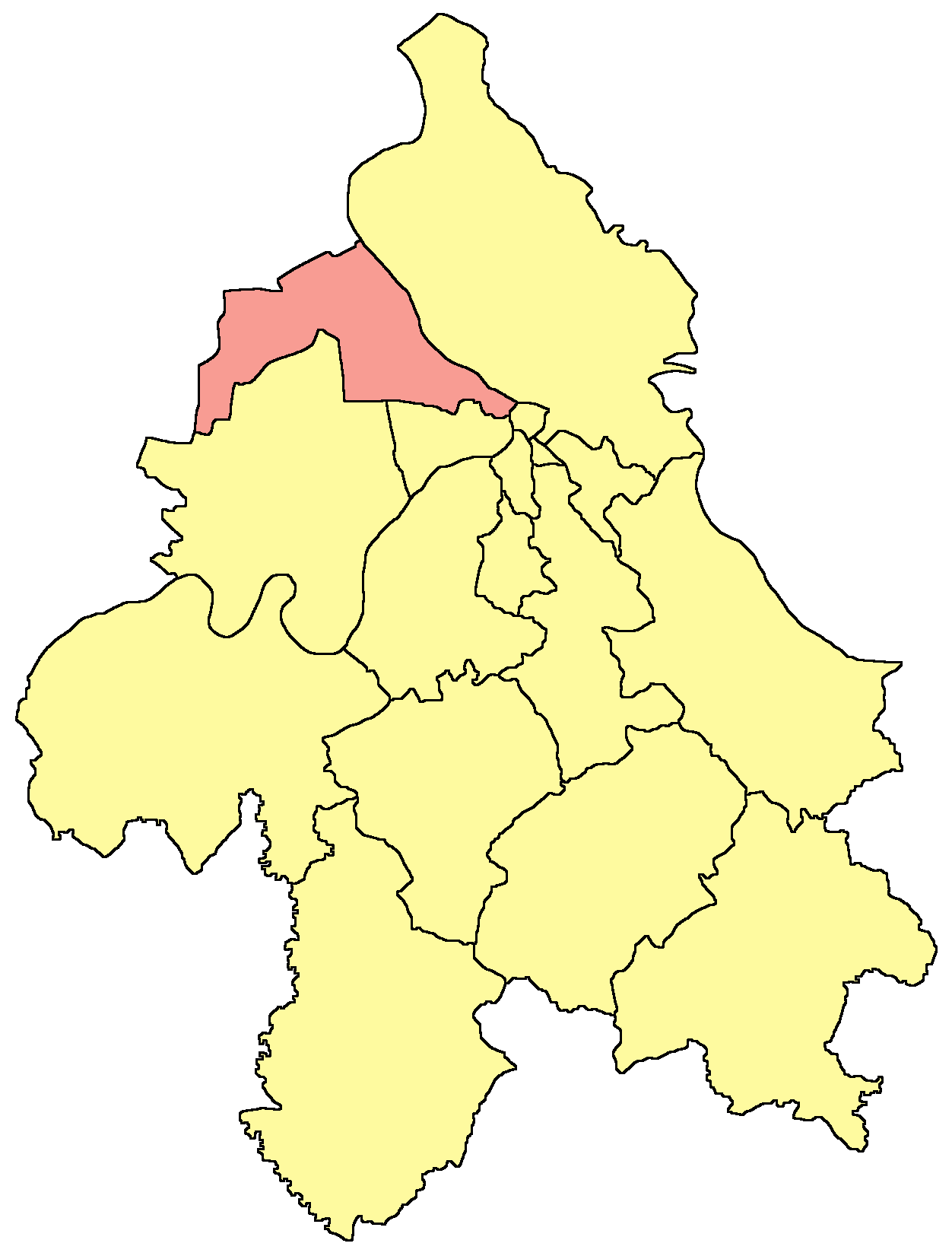
베오그라드 지도에 표시된 제문의 위치
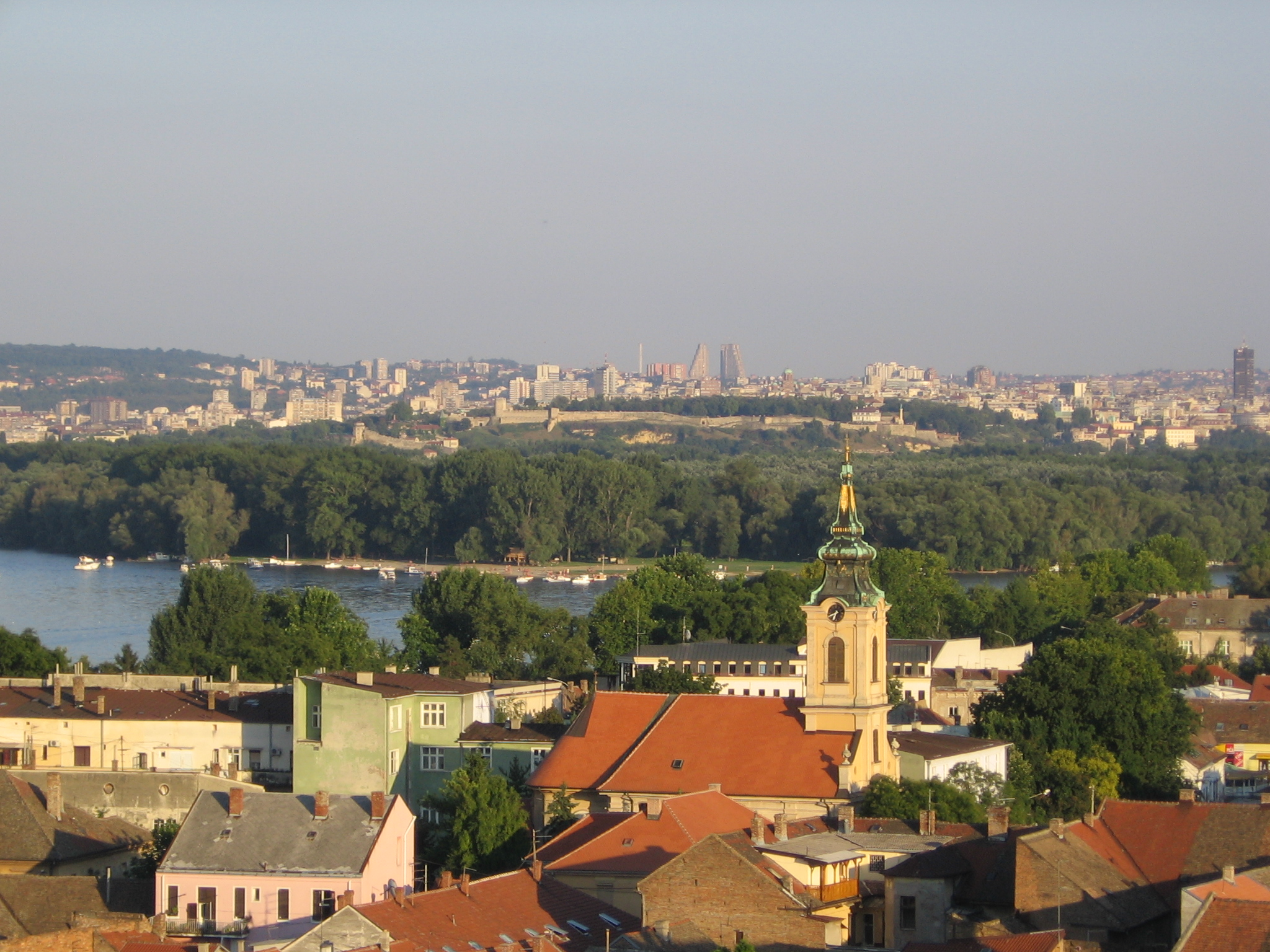
베오그라드에서 본 제문